# La Soledad, Tezonapa
La Soledad är en ort i Mexiko.   Den ligger i kommunen Tezonapa och delstaten Veracruz, i den sydöstra delen av landet, 250 km öster om huvudstaden Mexico City. La Soledad ligger 1 015 meter över havet och antalet invånare är 345.
Terrängen runt La Soledad är huvudsakligen kuperad, men åt sydväst är den bergig. Runt La Soledad är det ganska tätbefolkat, med 100 invånare per kvadratkilometer. Närmaste större samhälle är Córdoba, 18,3 km norr om La Soledad. I omgivningarna runt La Soledad växer i huvudsak städsegrön lövskog.